# Bay of Plenty (Region)
Die Bay of Plenty Region ist flächenmäßig die fünftgrößte Verwaltungsregion der Nordinsel von Neuseeland. Der Rat der Region, Bay of Plenty Regional Council genannt, hat seinen Sitz in der Stadt Whakatāne.

## Geographie

### Geographische Lage
Die Bay of Plenty Region umfasst mit 12.071 km² reiner Landfläche den gesamten Teil der Küstenregion um die Bay of Plenty mit ihrem Hinterland und den nördlichen Teil der Landfläche der Taupō Volcanic Zone sowie die Bergketten der Ikawhenua Range, Raungaehe Range und Kahikatea Range. Die höchste Erhebung ist der Maungapohatu mit 1366 m. Mit 267.741 im Jahr 2013 gezählten Einwohnern kommt die Region auf eine Bevölkerungsdichte von 22,2 Einwohner pro km² und stellt damit die Region mit der vierthöchsten Bevölkerungsdichte aller 17 Regionen des Landes dar.
Der Bay of Plenty Regional Council zählt zu seinem Gebiet 18 im Meer liegende Inseln und rechnet 18 Seemeilen Seegebiet zu seinem Distrikt. Da der Council zusätzlich auch noch die inländischen Seen zu seiner Landfläche zählt, kommt er auf eine errechnete Landfläche von 12.254 km² und eine Seefläche von 9583 km².
Die mit Abstand größte Stadt der Region ist Tauranga mit knapp 115.000 Einwohnern (Stand 2013), gefolgt von Te Puke mit rund 7000, Whakatāne mit rund 5000, Opotiki mit rund 4200, Katikati mit rund 3600 und Waihi Beach mit knapp 1800 Einwohnern.

### Klima
Das Klima der Region ist fast das ganze Jahr hindurch subtropisch geprägt. Die durchschnittlichen Temperaturen im Sommer betragen 22 bis 26 °C, übersteigen aber selten die 30 °C-Marke. Im Winter wird es kaum kälter als 9 °C, aber auch nicht viel wärmer als 15 °C.

## Bevölkerung

### Bevölkerungsentwicklung
Von den 267.741 Einwohnern der Region waren 2013 68.943 Einwohner Māori-stämmig (25,7 %). Damit lebten 11,5 % der Māori-Bevölkerung des Landes in der Region Bay of Plenty. Das durchschnittliche Einkommen in der Bevölkerung lag 2013 bei 26.200 NZ$ gegenüber 28.500 NZ$ im Landesdurchschnitt.

### Herkunft und Sprachen
Die Frage nach der Zugehörigkeit einer ethnischen Gruppe beantworteten in der Volkszählung 2013 75,7 % mit Europäer zu sein, 27,5 % gaben an, Māori-Wurzeln zu haben, 3,1 % kamen von den Inseln des pazifischen Raums und 5,2 % stammten aus Asien (Mehrfachnennungen waren möglich). 17,3 % der Bevölkerung gab an, in Übersee geboren zu sein, und 8,5 % der Bevölkerung sprachen Māori, unter den Māori 28,6 %.

## Politik

### Verwaltung
Die Region Bay of Plenty besitzt einen Verwaltungsrat, der Regional Council genannt und von einem Chairman (Vorsitzenden) geführt wird. In dem Council sitzen vierzehn gewählte Councillors (Ratsmitglieder), die sieben Constituencies (Wahlbezirke), Tauranga mit fünf Councillors, Eastern Bay of Plenty, Rotorua und Western Bay of Plenty mit jeweils zwei und Kōhi, Mauāo und Ōkurei mit jeweils einem Councillors vertreten. Die Ratsmitglieder, die aus ihren Reihen den Vorsitzenden bestimmen, werden alle drei Jahre neu gewählt.
Des Weiteren ist die Region in sechs Distrikte und einer eigenständigen Stadt aufgeteilt:
- Tauranga City

- Western Bay of Plenty District
- Whakatāne District
- Kawerau District
- Opotiki District

- Rotorua Lakes (teilweise, ca. 60 %)
- Taupō District (teilweise, ca. 15 %)

Während die Regionalverwaltung für die Binnen- und Küstengewässer, für die Häfen, für Land, Luft, Erosion, Katastrophenschutz, Transportplanung und der regionale Entwicklung verantwortlich ist, sind die Verwaltungen der Distrikte für alle anderen Belange der Bürger zuständig und die Angelegenheiten, die in einer Kommune geregelt werden müssen.

## Wirtschaft
Wichtigste Wirtschaftszweige sind die Landwirtschaft und der Gartenbau. Neben zahlreichen Früchten, die in der Region angebaut werden, hat der Anbau der Kiwi eine große Bedeutung. Die Milcherzeugung, Forstwirtschaft und Schafzucht sind ebenfalls von Bedeutung. In einigen Küstenregionen stellt der Tourismus, der mehr und mehr an Bedeutung gewinnt, eine der wichtigsten Einnahmequellen dar.

## Infrastruktur

### Verkehr
Verkehrstechnisch erschlossen ist die Region Bay of Plenty durch den in der Küstenregion teilweise parallel zur Küste verlaufenden  New Zealand State Highway 2. Hinzu kommen die State Highways 29, 30, 33 bis 36 und der State Highway 38.
Durch die Region führt ebenfalls die East Coast Main Trunk Railway, die Auckland und Hamilton mit Tauranga und verschiedenen an der Küste liegenden Orte, sowie den Kawerau District verbindet.